# Dasineura dzhanokmenae
Dasineura dzhanokmenae är en tvåvingeart som beskrevs av Fedotova 1994. Dasineura dzhanokmenae ingår i släktet Dasineura och familjen gallmyggor.
Artens utbredningsområde är Kazakstan. Inga underarter finns listade i Catalogue of Life.